# 토니 얀치케
토니 얀치케(Tony Jantschke, 1990년 4월 7일, 호여스베어다 ~)는 독일의 축구 선수로, 현재 독일 분데스리가의 보루시아 묀헨글라트바흐에서 수비수로 활약하고 있다. 그는 2008년 11월 29일, FC 에네르기 콧부스와의 분데스리가 경기에서 후반 교체 투입되어 데뷔전을 치렀다. 2008년 12월 6일, 그는 바이어 04 레버쿠젠전에서 분데스리가 첫 골을 기록하였다. 그는 보루시아 묀헨글라트바흐의 득점자들 중 3번째로 어린 선수이다. (18세 243일: 마르코 빌라와 라이너 본호프가 그보다 더 어린 나이에 득점하였다.)